# Manatees
Manatees ist eine Post-Metal-Band aus Carlisle in Großbritannien. 

## Bandgeschichte
Die Band entstand aus drei Mitgliedern der Band SecondtoLast, die sich aufgeteilt hatte, nachdem sie Lockjaw Records verließen. Ihr Debütalbum wurde sowohl bei Oldwell als auch Fisher Street Studios aufgenommen und 2006 von Motive Sound Recordings unter dem Titel The Forever Ending Jitter Quest of Slowhand Chuckle Walker: An Introduction to the Manateeveröffentlicht. Es folgte die selbstproduzierte EP We Are Going to Track Down and Kill Vintage Claytahh, The Beard Burning Bastard (2007) und eine Split-LP mit The Freezing Fog (2008). 2009 erschien das zweite Album Icarus, the Sunclimber.

## Stil
Manatee ist der englische Name für Rundschwanzseekühe, ein Name, der auch auf den Musikstil verweist. Die Plattenfirma beschrieb die Band auf dem Promozettel zum Debütalbum in Anlehnung an die Seekühe als „schwer und doch im Wasser schwebend und elegant sind sie, also die Seekühe, die perfekte Verkörperung dieser Musik.“ Die Musik der Band in den unteren Tempi angesiedelt. Ähnlich wie Neurosis spielt Manatee eine als Post-Metal bezeichnete Mischung aus Doom Metal, Post-Hardcore und Post-Rock, die gelegentlich durch Akustikgitarren, Noise- und Ambient-Einlagen aufgelockert wird. Zum Teil werden als „Instrumente“ auch Mülltonnen und Feuerlöscher verwendet. Der Großteil der Lieder ist jedoch monoton gehalten und basiert auf einer Wall of Sound, die sich durch Härte und Lärm auszeichnet. Der Gesang ist gutturales Gebrüll, mit leicht verzerrter Stimme. Die Kompositionen sind oft sehr lang, zum Teil 10–15 Minuten.

## Diskografie
- 2006: The Forever Ending Jitter Quest of Slowhand Chuckle Walker: An Introduction to the Manatee (Album, CD/2LP, Motive Sound Recordings)
- 2007: We Are Going to Track Down and Kill Vintage Claytahh, The Beard Burning Bastard (EP, CD, Selbstverlag)
- 2008: Manafog (Split-EP, LP, mit The Freezing Fog, Road Kill Records)
- 2009: Icarus, the Sunclimber (Album, CD, Eyesofsound)